# Мюриц
Мю́риц (нем. Müritzо файле, от слав. морче — маленькое море) — пресноводное озеро в земле Мекленбург-Передняя Померания в Германии.
Мюриц — наибольшее озеро, которое полностью находится в Германии.

## География

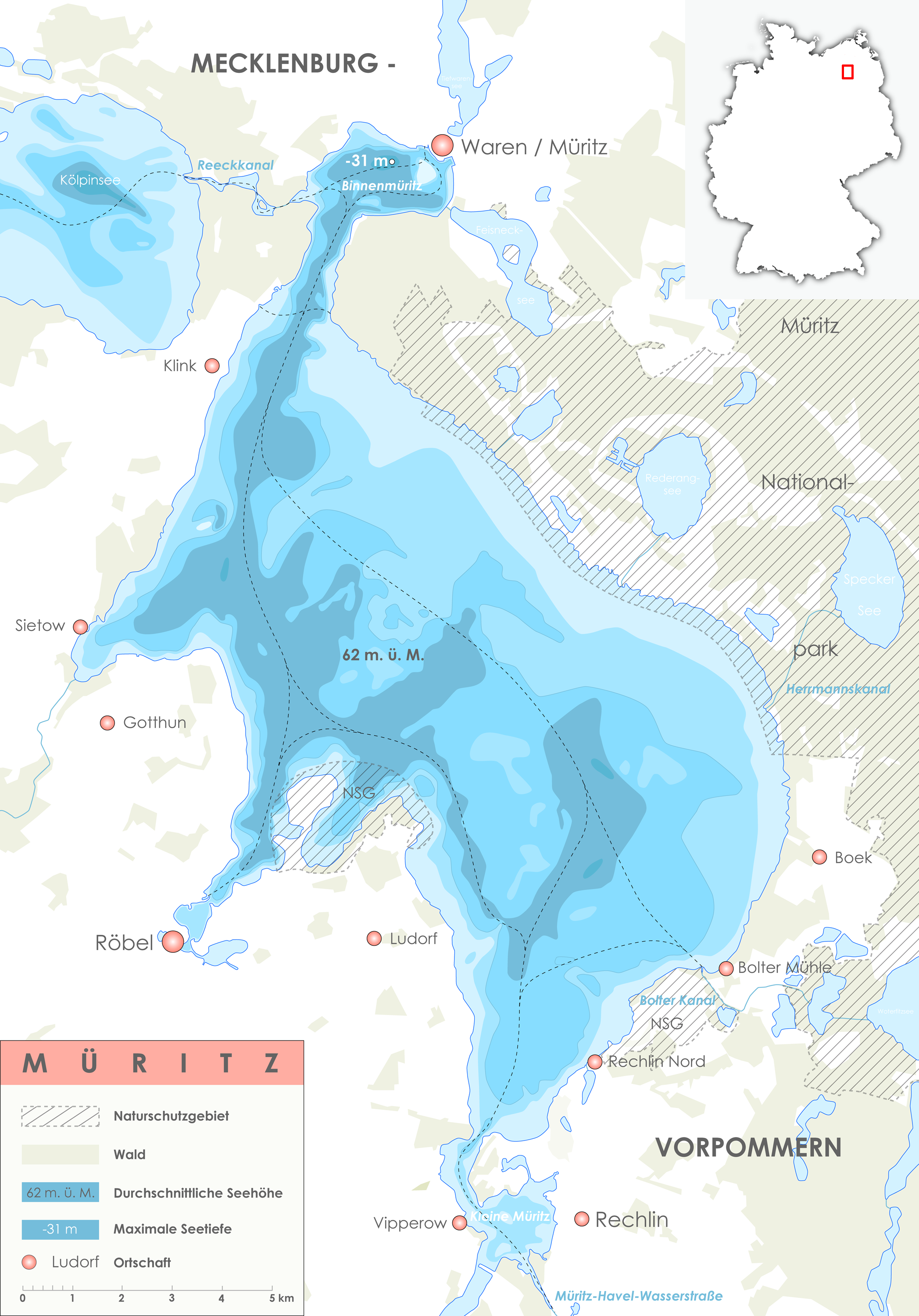

### Формирование
Озеро возникло в ходе последнего ледникового периода.

### Национальный парк Мюриц
Территория национального парка, созданного в 1990 году, занимает площадь 318 км², на 65 % покрыта лесами, на 12 % озёрами, 8 % составляют болота и 6 % — луга и пастбища. Ландшафт сформировался 15 000 лет назад. Ледниковые массы морены Померании оставили за собой валуны, мульды, желобы и многочисленные шпуры мёртвого льда. Последние широко представлены в ландшафте как озёра и пруды. Всего в парке находится 100 озёр и бесчисленное количество небольших водоёмов.

### Флора
Особая форма озёра означает, что есть только восточная и западная стороны. На западе преобладают луга, перелески и холмы. На восточной стороне расположен национальный парк. Здесь находятся главным образом тростниковые заросли и лесные болота. Рядом с озером находятся огромные сосновые леса.

### Населённые пункты
Крупнейший город на побережье озера — Варен. Другие населённые пункты (по часовой стрелке) — Рехлин, Приборн, Фипперов, Людорф, Рёбель, Готтун, Зитов и Клинк.